# Homeopatická lékařská asociace
Homeopatická lékařská asociace (HLA) je sdružení lékařů praktikujících klinickou homeopatii. Asociace byla založena 2. července 2007. Sdružuje výhradně lékaře a veterinární lékaře. Její hlavní snahou je začlenit homeopatii do systému medicíny. Za své aktivity získala anticenu bronzový Bludný balvan za rok 2016.

## Výkonný orgán HLA
Výkonným orgánem HLA je Rada HLA. Zasedá dle potřeby, nejméně však dvakrát ročně. Rada je pětičlenná; ze svého středu volí předsedu event. i místopředsedu Rady. Členové Rady jsou voleni vždy na dva roky. K platnému rozhodnutí Rady je zapotřebí nadpoloviční většiny hlasů všech jejích členů, přičemž každý člen má jeden hlas.

## Členství v HLA
Členství ve Sdružení je dobrovolné. Členem sdružení se může stát fyzická osoba starší 18 let s ukončeným vysokoškolským vzděláním na Lékařské fakultě nebo Veterinární univerzitě.
O přijetí dalších zájemců za člena Sdružení rozhoduje Rada na základě písemné žádosti kandidáta.

## Homeopatická revue
Od svého založení vydává Homeopatická lékařská asociace 3x ročně odborný časopis pro lékařské a nelékařské zdravotnické profese „Homeopatická revue“. Časopis obsahuje informace ze světa homeopatie, postřehy z konferencí, seminářů a zejména kazuistiky z každodenní lékařské praxe. Součástí časopisu je i „Abeceda klinické homeopatie“, tj. abecední přehled homeopatik včetně možností jejich využití v homeopatické praxi.

## Vzdělávání homeopatie
Homeopatická lékařská asociace má výhradní zastoupení Mezinárodní školy klinické homeopatie CEDH se sídlem v Paříži. Česká republika je zastoupena v Radě této mezinárodní školy, která vytváří a řídí společný vzdělávací program pro mnoho zemí světa.

## Aktivity HLA pro veřejnost
Kromě rozsáhlé publikační činnosti spustila Homeopatická lékařská asociace nový webový portál Svět homeopatie.cz. Jedná se o první český webový portál o homeopatii, na kterém lze nalézt „rady lékařů i zkušenosti pacientů“.

## Bludný balvan
V roce 2017 získala Homeopatická lékařská asociace od Českého klubu skeptiků Sisyfos anticenu bronzový Bludný balvan v kategorii družstev za usilovnou a všestrannou homeopatickou potenciaci medicínských znalostí.